# Índice UV

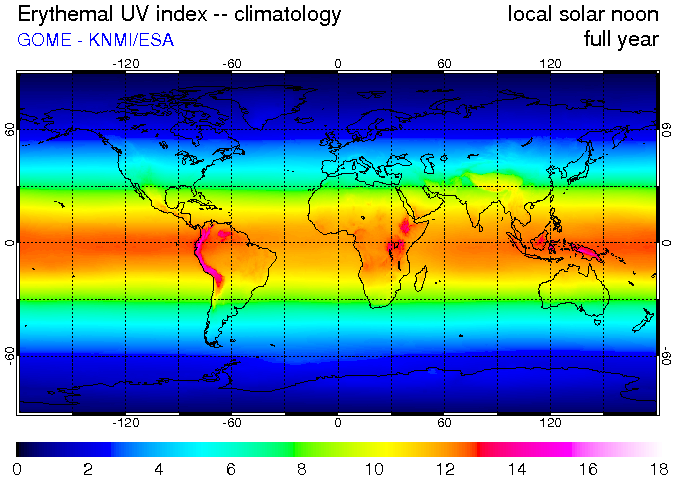
Promedio del índice UV del mediodía solar para 1996-2002, basado en datos del espectrómetro GOME del satélite ERS-2 de la ESA, publicado por KNMI (Instituto Meteorológico Real de los Países Bajos).

El índice UV es un indicador de la intensidad de radiación ultravioleta proveniente del sol en la superficie terrestre en una escala que comienza en 0 y no está acotado superiormente. El índice UV también señala la capacidad de la radiación UV solar de producir lesiones en la piel.
No siempre la cantidad de luz ambiental va relacionada con el índice UV, puede ser engañoso.
Ya que el índice y su representación variaban dependiendo del lugar, la
Organización Mundial de la Salud junto con la Organización Meteorológica Mundial,
el Programa de las Naciones Unidas para el Medio Ambiente y la Comisión Internacional de Protección contra la Radiación no Ionizante publican un sistema estándar de medición del índice UV y una forma de presentarlo al público incluyendo un código de colores asociado.
El código se puede ver en la siguiente tabla:
| Color      | Riesgo              | Índice UV |
| ---------- | ------------------- | --------- |
| █ Verde    | Bajo                | 0-2       |
| █ Amarillo | Moderado            | 3-5       |
| █ Naranja  | Alto                | 6-7       |
| █ Rojo     | Muy alto            | 8-10      |
| █ Morado   | Extremadamente alto | 11+       |

Los factores que influyen en el índice UV son:
- Latitud: Donde el sol se encuentra sobre la vertical es máximo y esto se da entre los trópicos.
- Altitud: de 10 a 12 % más de intensidad de radiación cada 1000 m ascendidos.
- Nubosidad.
- Cantidad de ozono en las capas altas de la atmósfera.
- El índice de reflexión del suelo: en general no afecta mucho, pero la arena, la hierba y sobre todo el agua [sólida como nieve, y líquida en el mares y lagos] reflejan muchos rayos UV. El índice UV puede ser dos y tres veces mayor en una zona nevada.

## Historia
En 1992, tres científicos de la oficina de Medio Ambiente de Canadá desarrollaron el índice UV, convirtiendo a Canadá en el primer país del mundo que transmitió las previsiones para el día siguiente de los niveles de UV. Otros países siguieron el ejemplo con sus propios índices de UV, entre ellos los Estados Unidos en 1994. En un principio, los métodos de cálculo y presentación de informes del índice UV variaban de país a país. Hoy en día, un índice UV en todo el mundo, se encuentra estandarizado por la Organización Mundial de la Salud, este nuevo índice UV ha sustituido a los métodos regionales que eran incompatibles entre sí. El índice UV internacional no sólo específica un método de cálculo uniforme, sino también los colores estándar y gráficos para medios impresos. En los Estados Unidos, el índice de la OMS sustituyó el índice original en 2004. En 2005, los Estados Unidos y Australia pusieron en marcha la alerta debido a los niveles de los rayos UV.

## Descripción

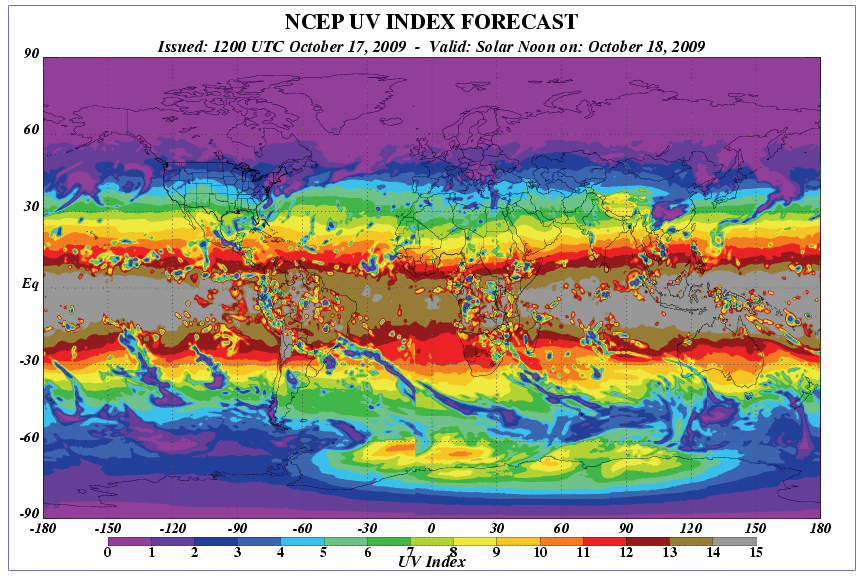
Pronóstico del Índice UV Global. Mediodía solar del 18 de octubre de 2009.

El índice UV es una escala lineal; cada aumento en el valor corresponde a una disminución constante en el tiempo hasta la quemadura solar. Los valores más altos representan un mayor riesgo de quemaduras solares (que se correlaciona con otros riesgos para la salud) debido a la exposición a los rayos UV. Un índice de 0 corresponde a cero radiación UV, como es esencialmente el caso durante la noche. Un índice de 10 corresponde aproximadamente a la luz solar del mediodía de verano con un cielo despejado cuando se diseñó originalmente el índice UV; ahora los valores del índice de verano en decenas son comunes para latitudes tropicales, altitudes montañosas, áreas con reflectividad de hielo/agua y áreas con agotamiento de la capa de ozono superior al promedio.
Si bien el índice UV se puede calcular a partir de una medición directa de la potencia espectral UV en un lugar determinado, como algunos dispositivos portátiles económicos pueden aproximar, el valor dado en los informes meteorológicos suele ser una predicción basada en un modelo informático. Aunque esto puede ser un error (especialmente cuando las condiciones de nubes son inesperadamente densas o livianas), generalmente está dentro de ± 1 unidad de índice UV con respecto a lo que se mediría. Cuando el índice UV se presenta diariamente, representa la intensidad UV alrededor del punto más alto del sol en el día, llamado mediodía solar, a medio camino entre el amanecer y el atardecer. Esto suele ocurrir entre las 11:30 y las 12:30, o entre las 12:30 y las 13:30 en áreas donde se observa el horario de verano. Las predicciones se realizan mediante un modelo informático que tiene en cuenta los efectos de la distancia sol-tierra, el ángulo cenital solar, la cantidad total de ozono, la profundidad óptica del aerosol troposférico, la elevación, la reflectividad de la nieve/hielo y la transmisión de las nubes, todo lo cual influye en la cantidad de radiación UV en la superficie. Los cálculos se ponderan a favor de las longitudes de onda UV a las que la piel humana es más sensible, según el espectro de acción eritemal McKinlay-Diffey estándar de la CIE. El índice UV resultante no se puede expresar en unidades físicas puras, pero es un buen indicador de posibles daños por quemaduras solares.
A diferencia de otras escalas ambientales comunes como los decibelios o la escala de Richter, que son logarítmicas (la gravedad se multiplica por cada paso de la escala, creciendo exponencialmente), el índice UV es lineal y aumenta a un ritmo constante. Esto significa que un índice de 10 es el doble de fuerte que un índice de 5.

## Uso del índice UV
El índice UV está diseñado como una escala lineal abierta, directamente proporcional a la intensidad de la radiación UV que hace que la piel humana se queme con el sol. Según la escala de Fitzpatrick, una persona de piel clara experimentaría una quemadura solar en unos 30 minutos con un índice UV de 6, sin protector solar. Ese mismo individuo experimentaría una quemadura solar en solo 15 minutos si el índice UV fuera de 12. Las personas con piel oscura tienen más probabilidades de soportar una mayor exposición al sol, mientras que se necesitan precauciones adicionales para los niños, las personas mayores, en particular los adultos de piel clara y aquellos que tienen una mayor sensibilidad al sol por razones médicas o de la exposición UV en días anteriores.
El propósito del índice UV es ayudar a las personas a protegerse eficazmente de la radiación UV, que tiene beneficios para la salud con moderación, pero en exceso causa quemaduras solares, envejecimiento de la piel, daño al ADN, cáncer de piel, inmunosupresión, y daño a los ojos, como cataratas. La escala fue desarrollada por científicos canadienses en 1992 y luego adoptada y estandarizada por la Organización Mundial de la Salud y la Organización Meteorológica Mundial de la ONU en 1994. Las organizaciones de salud pública recomiendan que las personas se protejan (por ejemplo, aplicando protector solar en la piel y usando un sombrero y anteojos de sol) si pasan mucho tiempo al aire libre cuando el índice UV es de 3 o más.

## El índice UV
La formulación del índice UV solar mundial se basa en el espectro de acción de referencia de la Comisión Internacional sobre Iluminación (CIE) para el eritema inducido por la radiación UV en la piel humana (ISO 17166:1999/CIE S 007/E-1998). Dicho índice es una medida de la radiación UV aplicable a y definida para una superficie horizontal. El IUV es adimensional y se define mediante la siguiente fórmula:
{\displaystyle \displaystyle {I_{\text{UV}}={\text{k}}_{\text{er}}\cdot \int _{250\ {\text{nm}}}^{400\ {\text{nm}}}{E}_{\lambda }\cdot s_{\text{er}}\left(\lambda \right)d\lambda }}
donde {\displaystyle {E}_{\lambda }} es la irradiancia espectral solar expresada en W/(m2·nm) a la longitud de onda {\displaystyle \lambda } y {\displaystyle d\lambda } es el diferencial de longitud de onda utilizado en la integración. {\displaystyle s_{\text{er}}\left(\lambda \right)} es el espectro de acción de referencia para el eritema y {\displaystyle {\text{k}}_{\text{er}}} es una constante igual a 40 m2/W.

## Definición técnica

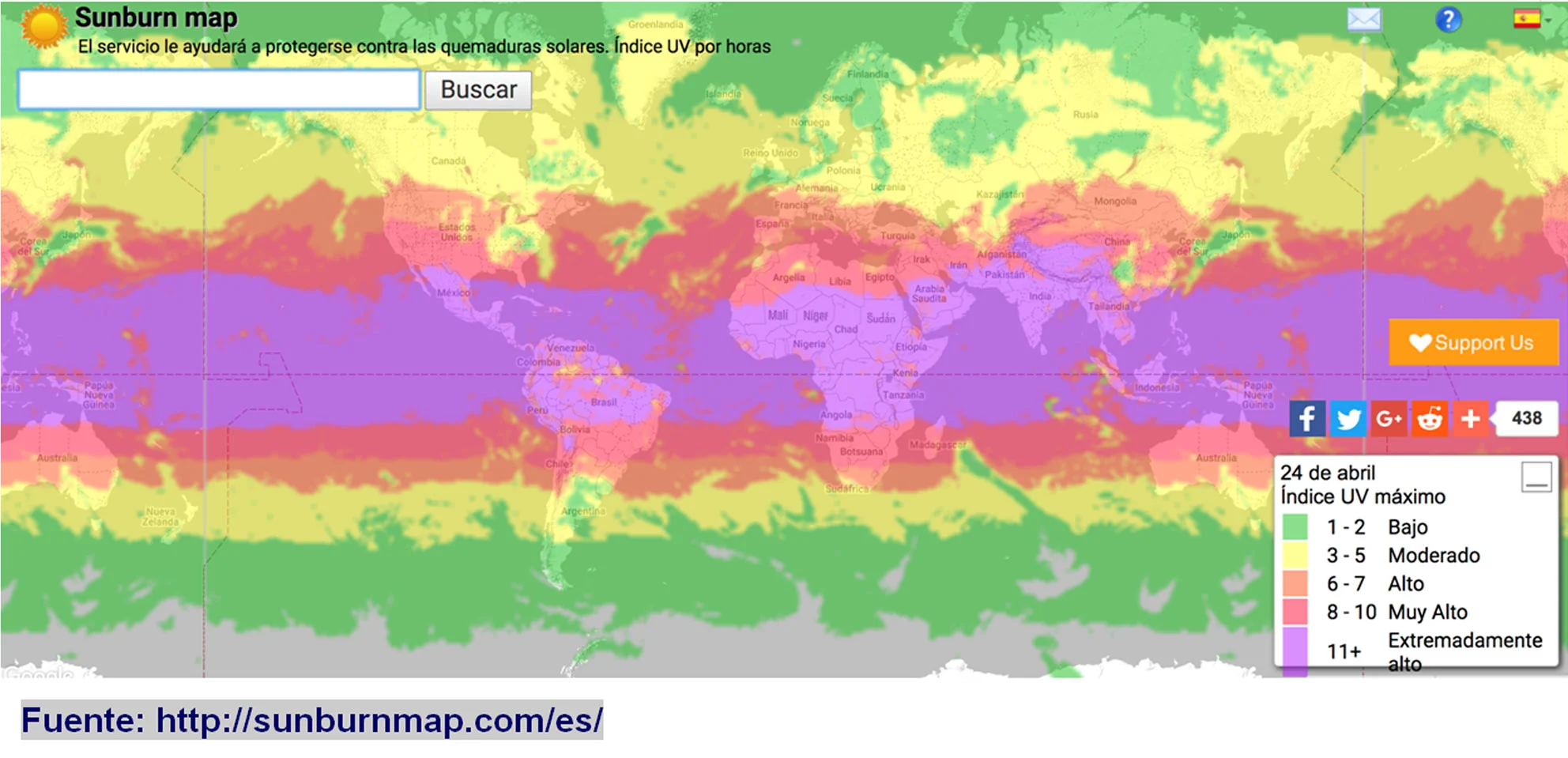
Sunburn map, índice de radiación uv en abril a nivel global

El efecto de las quemaduras solares (medido por el índice UV) es el producto del espectro de potencia de la luz solar (intensidad de radiación) y el espectro de acción eritematosa (sensibilidad de la piel) en todo el rango de longitudes de onda UV. El índice UV es un número relacionado linealmente con la intensidad de la radiación UV que produce las quemaduras solares en un punto determinado de la superficie de la Tierra. No se puede relacionar simplemente con la irradiancia (medida en W/m²) porque el UV de mayor preocupación ocupa un espectro de longitudes de onda de 295 a 325 nm, y las longitudes de onda más cortas ya han sido absorbidas en gran medida cuando llegan a la superficie terrestre. Sin embargo, el daño de la piel por quemaduras solares está relacionado con la longitud de onda, siendo las longitudes de onda más cortas mucho más dañinas. Por lo tanto, el espectro de potencia UV (expresado en vatios por metro cuadrado por nanómetro de longitud de onda) se multiplica por una curva de ponderación conocido como el espectro de acción eritemal, y el resultado se integra en todo el espectro. Esto da una cifra ponderada (a veces llamada irradiancia UV ponderada por Diffey, o DUV, o tasa de dosis eritemal) típicamente alrededor de 250 mW/m² en la luz solar del mediodía de verano. Por conveniencia, esto se divide por 25 mW/m² para producir un índice nominalmente de 0 a 11+, aunque el agotamiento del ozono ahora está dando como resultado valores más altos.
Para ilustrar el principio de ponderación del espectro, la densidad de potencia incidente en la luz solar del mediodía de verano suele ser de 0,6 mW/(nm m2) a 295 nm, 74 mW/(nm m2) a 305 nm y 478 mW/(nm m2) a 325 nm. Los factores de ponderación eritemal aplicados a estas cifras son 1,0, 0,22 y 0,003 respectivamente. La integración de estos valores el uso de todas las ponderaciones intermedias en el rango espectral completo de 290 nm a 400 nm produce una cifra de 264 mW/m² (el DUV), que luego se divide por 25 mW/m² para dar un índice UV de 10,6.